# Apple Campus 3
O Apple Wolfe campus, também chamado de  Apple Campus 3 ou AC3, e anteriormente chamado de Central & Wolfe, é um complexo de escritórios de propriedade e ocupação da Apple, Inc., localizado em Sunnyvale, Califórnia. É o terceiro grande campus da Apple no Vale do Silício e foi concluído em 2018. Foi originalmente projetado especulativamente pela empresa de arquitetura e engenharia de locais HOK e foi construído pela Level 10 Construction da HOK. A empresa de arquitetura Korth Sunseri Hagey (KSH) e as empresas de desenvolvimento imobiliário comercial Jay Paul Company e Landbank também estiveram envolvidas no projeto.

## Localização e meios de acesso
O complexo está em Sunnyvale, Califórnia, próximo à Central Expressway, na Wolfe Road, cerca de 6 quilômetros ao norte da sede atual da Apple no Apple Park e da antiga sede no Infinite Loop (ambas em Cupertino). O local está mais próximo das estações da Caltrain (estações Sunnyvale e Lawrence) do que os outros dois campus, sendo assim mais conveniente para os trabalhadores utilizarem o Caltrain como meio de transporte. No entanto, ainda está a uma distância maior do que a usual para caminhar, então o deslocamento através do Caltrain geralmente envolve também o uso de um ônibus da empresa. A viagem entre o local e o Apple Park leva cerca de 10 minutos de carro ou uma hora de ônibus da cidade, e a Apple fornece ônibus de translado para os funcionários.

## Design
A área do terreno do local é de 18 acres (73.000 m²). Os edifícios de escritórios de vários andares possuem aproximadamente 81.900 m² de espaço útil, complementados por um estacionamento multi-nível de 94.000 m², totalizando uma área construída total do campus de 175.800 m². O complexo é dominado por três edifícios de escritórios interligados por duas regiões de conexão com 18 metros de largura, cada edifício possuindo quatro andares de espaço de escritório e dois níveis de estacionamento subterrâneo. O local possui 8.400 metros quadrados de jardins no telhado, e áreas verdes paisagísticas cobrem 53% da área total. Um quarto edifício abriga comodidades. Cada andar de cada edifício de escritórios tem cerca de 5.800 metros quadrados de espaço útil e uma altura de teto de 4,1 metros. Os três principais edifícios possuem certificação LEED 2009 Comercial Interiors no nível platina concedida pelo U.S. Green Building Council.
Uma vista aérea dos edifícios foi comparada a "um fidget spinner quebrado".